# Sennius leucostauros
Sennius leucostauros är en skalbaggsart som beskrevs av Johnson och John M. Kingsolver 1973. Sennius leucostauros ingår i släktet Sennius och familjen bladbaggar. Inga underarter finns listade i Catalogue of Life.